# 崙子 (新竹市)
崙子，原寫為崙仔，是台灣新竹市的一個地名，在今北區南部，範圍包括民富里、磐石里、新雅里、南勢里及大鵬里等里。

## 地理

### 區域

#### 聚落
本地區發展較早的聚落有崙子、大南勢等，在日治初期的官方地圖上已有記載。

## 歷史
台灣清治末期至日治前期，該地區為一街庄，稱為「崙仔庄」，隸屬於竹北一堡。該庄北與沙崙庄、樹林頭庄為鄰，東與水田庄、新竹街為鄰，南邊為客雅庄、牛埔庄，西邊為虎仔山庄。
1920年（日治大正九年），該地區改制為大字，地名並雅化為「崙子」，隸屬於新竹州新竹郡新竹街。1930年新竹街升格為新竹市，該地區仍屬之。戰後之初新竹市改制為省轄市，大字亦改制為里。其後因人口增加，已拆分為許多個里。

## 交通
省道台1線穿越本地區東部。

## 學校
- 磐石高中
- 竹光國中
- 西門國小
- 民富國小

## 公共設施
- 新竹市立棒球場
- 米粉寮公園

## 宗教場所
- 南勢太子宮
- 南勢南福宮
- 間仔尾青南宮
- 間仔尾仁福宮